# Friuli Isonzo Pinot Nero
Le Friuli Isonzo Pinot Nero est un vin rouge italien de la région Vénétie doté d'une appellation DOC depuis le 25 mars 1988. Seuls ont droit à la DOC les vins rouges récoltés à l'intérieur de l'aire de production définie par le décret. 

## Aire de production
Les vignobles autorisés se situent en province de Gorizia dans les communes de Romans d'Isonzo, Gradisca d'Isonzo, Villesse, San Pier d'Isonzo, Turriaco, Medea, Moraro, Mariano del Friuli et en partie les communes Cormons, Capriva del Friuli, San Lorenzo Isontino, Monfalcone, Mossa, Gorizia, Fogliano Redipuglia, Farra d'Isonzo, Savogna d'Isonzo, Sagrado, Ronchi dei Legionari, San Canzian d'Isonzo et Staranzano.

## Caractéristiques organoleptiques
- couleur : rouge rubis peu intense
- odeur : caractéristique
- saveur : sec,  agréable, légèrement amer (amarognolo)

Le Friuli Isonzo Pinot Nero se déguste à une température de 14 à 16 °C et il se gardera 2 – 4 ans.

## Production
Province, saison, volume en hectolitres :
- Gorizia  (1990/91)  213,74
- Gorizia  (1991/92)  114,48
- Gorizia  (1992/93)  321,68
- Gorizia  (1993/94)  483,46
- Gorizia  (1994/95)  635,69
- Gorizia  (1995/96)  527,8
- Gorizia  (1996/97)  557,72